# Lasörlinggruppe
Die Lasörlinggruppe ist eine Untergruppe der Zentralalpen in den Ostalpen. Die Grenzen der in Osttirol gelegenen Gebirgsgruppe bilden im Wesentlichen das Virgental im Norden und das Defereggental im Süden. Nach der Übereinkunft der Alpenvereine von 1984 ist die Lasörlinggruppe Teil der Venedigergruppe und bildet deren südöstlichen Teil. In älteren Einteilungen der Ostalpen wurde die Lasörlinggruppe noch zum Defereggengebirge (Villgratner Berge) gerechnet. Höchster Berg der Lasörlinggruppe ist der namensgebende Lasörling (3098 m ü. A.).
Gelegentlich wird die Gruppe auch als Lasörlingkamm bezeichnet, welcher zusammen mit dem benachbarten Panargenkamm dann die Lasörlinggruppe bildet. Dann wäre das Keesegg (3173 m ü. A.) der höchste Gipfel.
Anteil an der Lasörlinggruppe haben die Gemeinden des Virgentals (Matrei in Osttirol, Virgen, Prägraten am Großvenediger) und des Defereggentals (Hopfgarten, Sankt Veit, Sankt Jakob).

## Gipfel der Lasörlinggruppe
| - Achsel (2220 m ü. A.) - Almspitze (2300 m ü. A.) - Berger Kogel (2656 m ü. A.) - Bläß (2225 m ü. A.) - Blindis (3000 m ü. A.) - Deferegger Höhe (2658 m ü. A.) - Deferegger Riegel (2729 m ü. A.) - Donnerstein (2725 m ü. A.) - Dürrfeldeck (2977 m ü. A.) - Fadenkogel (2792 m ü. A.) - Fadenkopf (2569 m ü. A.) - Finsterkarspitze (3029 m ü. A.) - Gosachkofel (2536 m ü. A.) - Gösleswand (2912 m ü. A.) - Griften (2720 m ü. A.) - Gritzer Hörndle (2631 m ü. A.) - Gritzer Riegel (2736 m ü. A.) - Hainzenspitze (2930 m ü. A.) - Hofspitze (2819 m ü. A.) - Höllerhöhe (2257 m ü. A.) | - Karnitzenhöhe (2567 m ü. A.) - Kastal (2776 m ü. A.) - Kesselpater (2985 m ü. A.) - Kleinbachkopf (2844 m ü. A.) - Kreuzberg (2743 m ü. A.) - Kriselachspitze (2848 m ü. A.) - Kriselachtörlkopf (2720 m ü. A.) - Lasörling (3098 m ü. A.) - Legerle (2527 m ü. A.) - Lunebischhöhe (2567 m ü. A.) - Melberspitze (2768 m ü. A.) - Mele (2658 m ü. A.) - Melspitze (2641 m ü. A.) - Merschenhöhe (2499 m ü. A.) - Michltalkopf (2753 m ü. A.) - Mittagskögele (2770 m ü. A.) - Mittlerer Stampfleskopf (3070 m ü. A.) - Muhskopf (2561 m ü. A.) - Niedere Höhe (2919 m ü. A.) - Nördlicher Stampfleskopf (3049 m ü. A.) - Östlicher Stampfleskopf (3068 m ü. A.) | - Rotes Kögele (2570 m ü. A.) - Pitzleshorn (2942 m ü. A.) - Rossleitenhöhe (2650 m ü. A.) - Roter Turm (2770 m ü. A.) - Säule (2850 m ü. A.) - Scheibe (2765 m ü. A.) - Scheibenplattengipfel (2705 m ü. A.) - Schober (2882 m ü. A.) - Seiche (2795 m ü. A.) - Speikboden (2653 m ü. A.) - Staberegg (2540 m ü. A.) - Stanzling (2715 m ü. A.) - Stampflesturm - Steingrubenhöhe (2895 m ü. A.) - Tögigscher Bockshorn (2833 m ü. A.) - Toinigspitze (2666 m ü. A.) - Weißspitze (2705 m ü. A.) - Westlicher Stampfleskopf (3014 m ü. A.) - Wohl (2772 m ü. A.) |

## Schutzhütten
Am westlichen Rand der Lasörlinggruppe liegt die Neue Reichenberger Hütte, die als Ausgangspunkt für Touren rund um die Finsterkarspitze dient. Im Zentralbereich befindet sich die privat geführte Lasörlinghütte, die Bergsteiger für die Begehung des Lasörling nutzen können. Am Nordrand der Lasörlinggruppe befinden sich mit Lasnitzenhütte,  Bergerseehütte, Arnitzalm und Zunigalm mehrere Schutzhütten bzw. Jausenstationen.

## Bilder

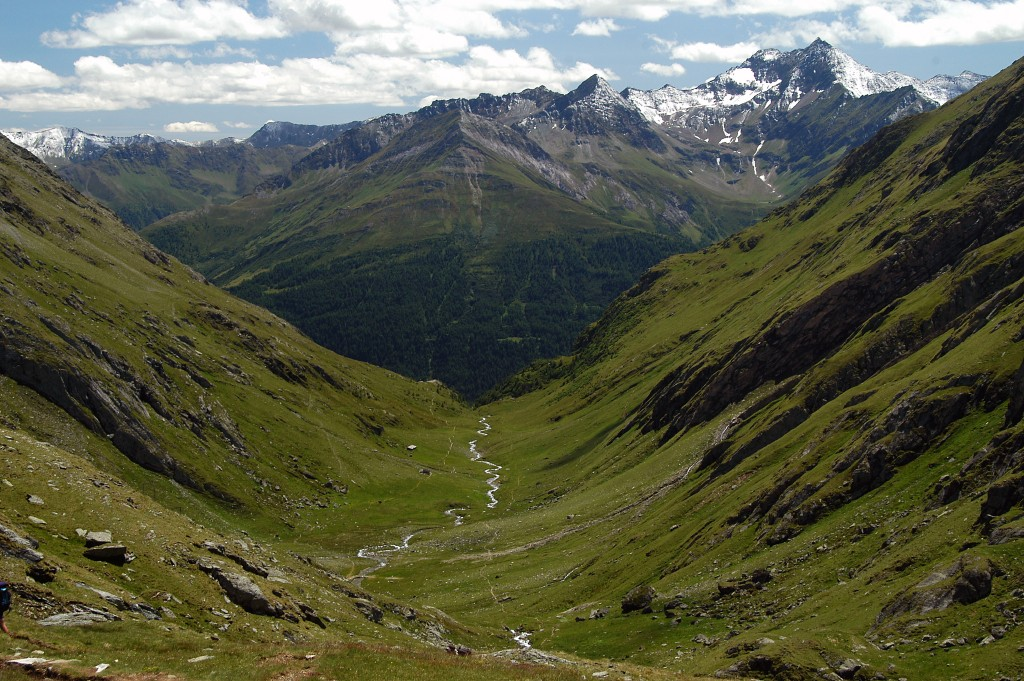
Lasörlinggruppe von der Eisseehütte bzw. dem Timmeltal aus gesehen (auf Talachse: Berger Kogel)
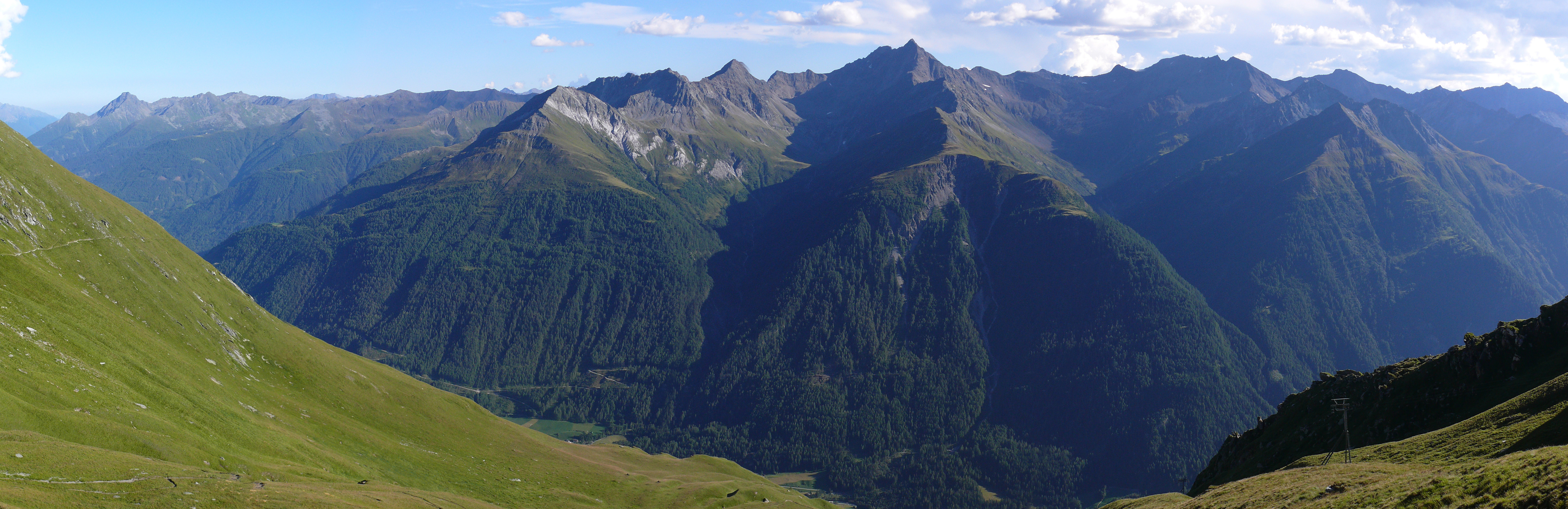
Lasörlinggruppe von der Sajathütte aus gesehen
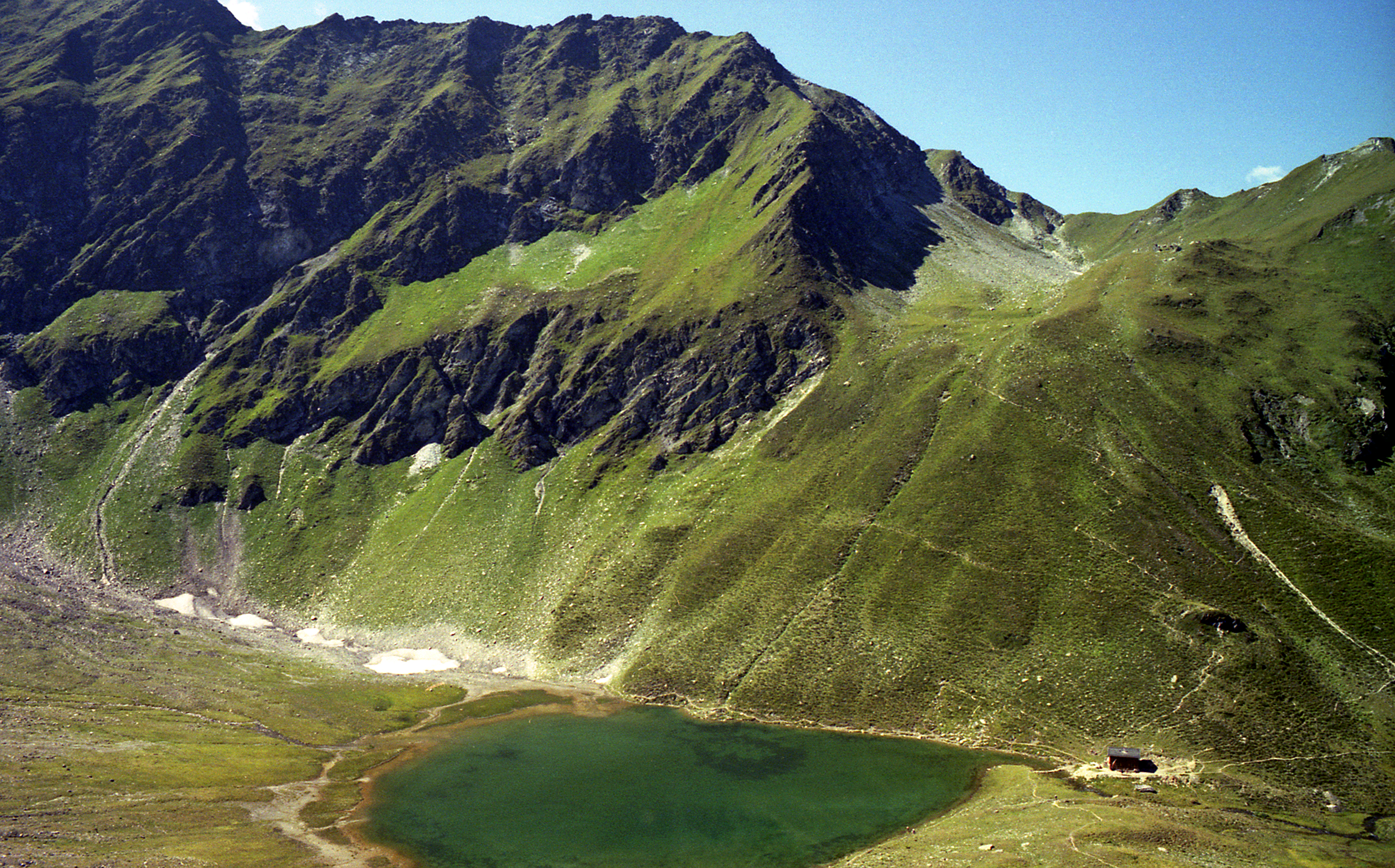
Bergerseehütte (2181 m) (unterhalb der Goldeckscharte), vom Aufstieg zum Berger Kogel gesehen (1980)